# Palau Trevisan Cappello
El Palau Trevisan Cappello és un palau venecià situat al barri de Castello, amb vistes al Rio di Palazzo davant del Palazzo Patriarcale, no gaire lluny de la Riva degli Schiavoni i la plaça de Sant Marc. S'accedeix al palau creuant el pont privat de Ca'Cappello.

## Història
El palau data de principis del segle XVI: va ser encarregat per la família Trevisan a Bartolomeo Bon, un seguidor de Mauro Codussi. El 1577 el palau va passar a mans de Bianca Cappello, que el va donar al seu marit Francesco I de Mèdici.

## Arquitectura
És un dels edificis arquitectònicament més agradables del Renaixement venecià. La seva façana, caracteritzada pel nombre excepcional de 37 obertures, s'estén per quatre plantes, per a les quals, excepte a la planta baixa, hi ha una finestra central de sis llums i dos parells de finestres monofàl·liques, una a cada costat. A la planta baixa hi ha tres portals d'aigua. La façana està animada per dissenys de marbre i la presència de nombrosos balcons de diferents projeccions. El pla és atípic, ja que el palau estava dividit en dues propietats independents.